# 62 Pułk Lotnictwa Myśliwskiego

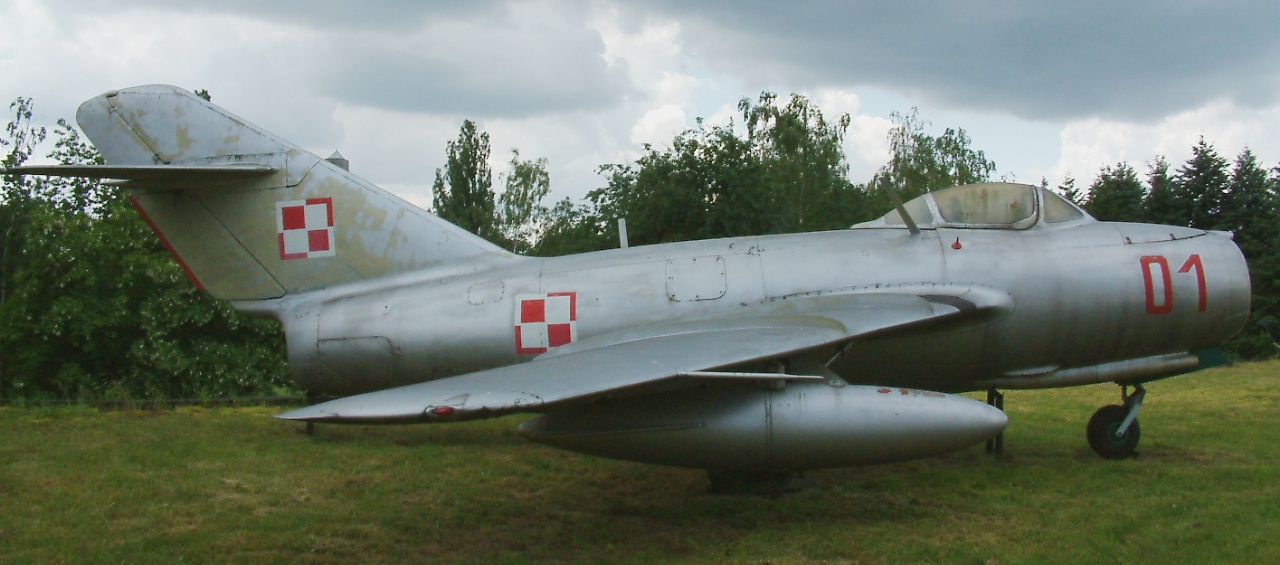
MiG-15

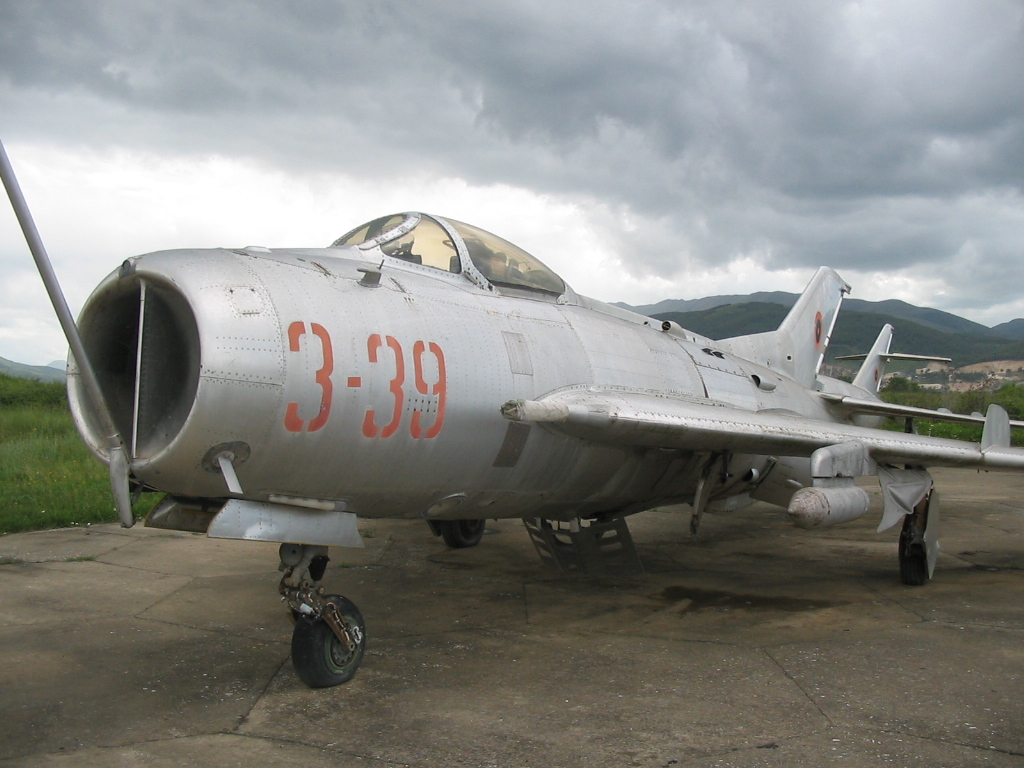
MiG-19

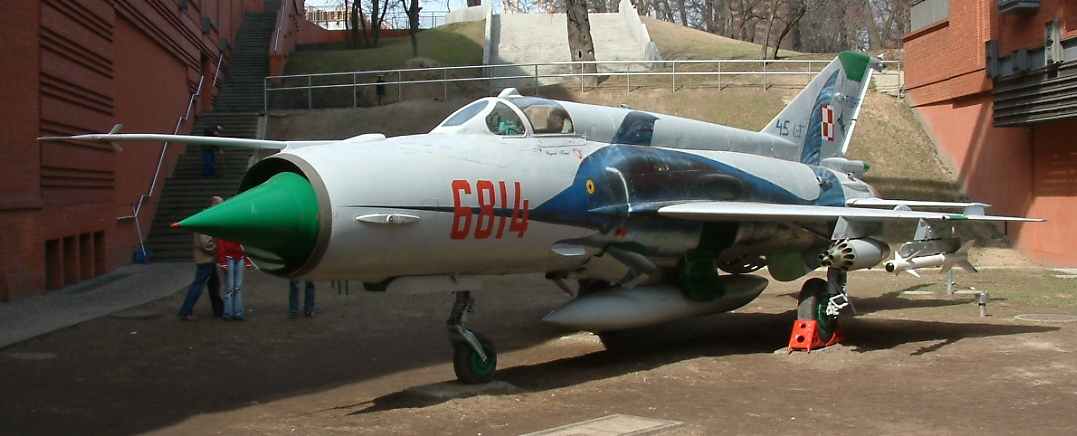
MiG-21

62 Pułk Lotnictwa Myśliwskiego im. Powstańców Wielkopolskich (62 plm) – oddział wojsk lotniczych SZ PRL.

## Formowanie i zmiany organizacyjne
Do 1 marca 1955 roku, na bazie dwóch eskadr 11 Pułku Lotnictwa Myśliwskiego stacjonujących w Krzesinach formowano 62 Pułk Szkolno-Treningowy Lotnictwa Myśliwskiego. Etat nr 6/209 przewidywał 756 wojskowych i 71 kontraktowych oraz 120 słuchaczy personelu latającego z jednostek. Pułk podporządkowano dowódcy 6 Dywizji Lotnictwa Myśliwskiego. 
W 1956 roku pułk wyszedł z podporządkowania 6 Dywizji Lotnictwa Myśliwskiego i podlegał bezpośrednio dowódcy Wojsk Lotniczych i Obrony Przeciwlotniczej Obszaru Kraju. Jednocześnie uległa zmianie nazwa pułku na 62 Samodzielny Pułk Szkolno-Treningowy Lotnictwa Myśliwskiego.
W 1957 roku pułk przeformowany został na 62 Pułk Lotnictwa Myśliwskiego OPL wszedł w podporządkowanie 3 Korpusu Obrony Przeciwlotniczej Obszaru Kraju. 
W 1958 roku pułkowi nadano imię "Powstańców Wielkopolskich", a  w 1991 roku rozkaz został cofnięty.
W 1995 roku pułk przyjął historyczny numer „3" z nazwą wyróżniającą - "Poznań", a w roku 2000 3 Pułk Lotnictwa Myśliwskiego Poznań został rozformowany.

## Dowódcy pułku
Wykaz dowódców pułków podano za: Józef Zieliński [red.]: Polskie lotnictwo wojskowe 1945-2010. s. 165.
- kpt. pil. Andrzej Dobrzeniecki (1954-1956)
- mjr pil. Rafał Bulak (1956 -1960)
- ppłk pil. Józef Sobieraj (1960-1961)
- ppłk pil. Mirosław Kapciuch (1961-1963)
- ppłk pil. Mieczysław Sroka (1963 -1968)
- ppłk pil. Kazimierz Krata (1968 -1975)
- ppłk pil. Romuald Rejewski (1975 -1977)
- ppłk pil. Jan Waliszkiewicz (1977 -1980)
- płk pil. Marian Urbański (1980 -1985)
- ppłk pil. Henryk Materna (1985 -1987)
- ppłk pil. Józef Gruca (1987 -1989)
- płk pil. Gwidon Haławin (1989 -1993)
- płk pil. Antoni Masłowski (1993 - 2000)